# 園国子
園 国子（その くにこ、寛永元年（1624年） - 延宝5年7月5日（1677年8月3日））は、江戸時代前期の女性。後水尾院の典侍で霊元天皇の国母。女院。院号は新広義門院（しんこうぎもんいん）。父は権大納言園基音（薨去後左大臣追贈）。母は丹波山家藩主谷衛友の娘。兄に准大臣園基福がいる。叔母の園光子（壬生院）も後水尾院の典侍だった。

## 生涯
28歳上の後水尾院に後宮として出仕し、寵愛を受けた。その後典侍となり、従三位に叙せられた。4皇子2皇女を産み、末子が霊元天皇となる。延宝5年（1677年）7月5日、国子が危篤となるに及んで霊元天皇は急遽これを准三宮に叙し院号を宣下して新広義門院とした。しかし同日中に薨去している。京都府京都市東山区今熊野泉山町の泉涌寺内にある月輪陵に墓がある。
国子の存在は出身家である園家に大きな栄華をもたらし、彼女の父である園基音には左大臣が追贈され、兄の園基福には異例の准大臣の位が与えられた。もともと園家は権中納言を極官とする下級公家だったが、これ以降の園家当主は早世した者を除き、全員が権大納言となっており、羽林家一の名門家となった。